# The Land of Rape and Honey
The Land of Rape and Honey (в переводе с англ. — «Страна насилия и мёда») — третий студийный альбом индастриал-метал-группы Ministry, выпущенный в 1988 году звукозаписывающим лейблом Sire Records.

## Обзор
Записанный в основной своей части на чикагской студии Chicago Trax в 1987—1988 годах, The Land of Rape and Honey стал первым релизом Ministry с участием Пола Баркера — впоследствии постоянного участника команды (наряду с фронтменом Элом Йоргенсеном) вплоть до 2003 года. В отличие от предыдущих, про-электронных работ коллектива, на этом альбоме группа впервые начала использовать в своём звучании гитары, хотя и не так активно, как на последующих альбомах.
«Обложкой» альбома послужила фотография сожжённого трупа в Лейпциг-Текла к югу от лагеря Бухенвальд; Йоргенсен, увидевший её при просмотре документального фильма о Холокосте, взял отсюда кадр и обработал его программными средствами. Первое время лейбл отказывался принять такую обложку для альбома, но изменил своё мнение, когда Йоргенсен представил им отрубленную голову оленя, найденного сбитым на дороге.
Диск занял 164-е место в американском чарте Billboard 200 и продержался в рейтинге 4 недели.
Альбому был присвоен статус золотого от RIAA в январе 1996 года. Он был переиздан на лейбле Wounded Bird Records в 2007 году.

## Список композиций
| №   | Название                     | Длительность |
| --- | ---------------------------- | ------------ |
| 1.  | «Stigmata»                   | 5:45         |
| 2.  | «The Missing»                | 2:55         |
| 3.  | «Deity»                      | 3:20         |
| 4.  | «Golden Dawn»                | 5:42         |
| 5.  | «Destruction»                | 3:30         |
| 6.  | «Hizbollah»                  | 3:58         |
| 7.  | «The Land of Rape and Honey» | 5:10         |
| 8.  | «You Know What You Are»      | 4:43         |
| 9.  | «I Prefer»                   | 2:15         |
| 10. | «Flashback»                  | 4:50         |
| 11. | «Abortive»                   | 4:23         |

## Участники записи
Ministry
- Эл Йоргенсен — вокал (треки 1, 2, 3, 7, 8, 9, 10), гитара, программирование, звукорежиссёр и сопродюсер (все треки, кроме 11; под псевдонимом Hypo Luxa), соавтор обложки альбома (под псевдонимом «Dog»)
- Пол Баркер[англ.] — бас-гитара, клавишные, программирование (все треки, кроме 11), звукорежиссёр и сопродюсер (все треки, кроме 11; под псевдонимом Hermes Pan)

Дополнительные музыканты и технический персонал
- Эдриан Шервуд[англ.] — продюсер (трек 11; под псевдонимом Eddie Echo)
- Уильям Рифлин — ударные, программирование, клавишные, гитара, бэк-вокал (трек 1)
- Крис Коннелли[англ.] — бэк-вокал (треки 2 и 3)
- Стив Спэперри — звукорежиссёр
- Джулиан Герцфельд — звукорежиссёр
- Кит Ауэрбах — звукорежиссёр
- Брайан Шэнли — соавтор обложки альбома